# Kawanishi J6K
Die Kawanishi J6K Jinpu (Gewittersturm) war das Projekt eines landgestützten Abfangjägers für die japanischen Marineluftstreitkräfte. 1942 begannen die Entwicklungsarbeiten entsprechend der Ausschreibung 17-Shi. Als Antrieb war der Mitsubishi MK 9A vorgesehen, dessen Entwicklung aber eingestellt wurde, weshalb die J6K1 auf den Homare 42 umkonstruiert werden musste. Trotz der errechneten guten Leistungen wurden die Arbeiten nicht weitergeführt, da die Marine die N1K2-J favorisierte.

## Technische Daten (errechnet)
| Kenngröße             | Daten                    |
| --------------------- | ------------------------ |
| Besatzung             | 1                        |
| Spannweite            | 12,50 m                  |
| Länge                 | 10,12 m                  |
| Startmasse            | 4.370 kg                 |
| Antrieb               | 1 × Sternmotor Homare 42 |
| Höchstgeschwindigkeit | 685 km/h in 10.000 m     |
| Bewaffnung            | Kanonen                  |